# Le Pannonica
Pannonica est une salle de spectacle et un club de jazz situé au no 9 rue Basse-Porte à Nantes, en France. Ouvert à l’automne 1994 par l’association Nantes Jazz Action, Pannonica est la scène nantaise de jazz et de musiques improvisées. Elle fait le pari de la découverte et de l’émergence, qui contribuent à son rayonnement international.

## Caractéristiques techniques
La salle du Pannonica se trouve dans les sous sols de l'ancienne « salle Paul-Fort » gérée désormais par La Bouche d'air, une association culturelle spécialisée dans la chanson et les musiques actuelles. La capacité du Pannonica est de 140 place assises, et comporte également un bar.